# Cosmosoma myrodora
Cosmosoma myrodora là một loài bướm đêm thuộc phân họ Arctiinae, họ Erebidae.